# 亨纳·亨克尔
亨纳·亨克尔（德語：Henner Henkel，1915年10月9日—1943年1月13日），德国男子网球运动员。他曾获得法国网球公开赛男子单打冠军、男子双打冠军、美国网球公开赛男子双打冠军。